# Albania na Letnich Igrzyskach Olimpijskich 2024
Albania na Letnich Igrzyskach Olimpijskich 2024 — występ kadry sportowców reprezentujących Albanię na Letnich Igrzyskach Olimpijskich 2024, które zostały rozegrane w dniach 26 lipca – 11 sierpnia 2024 roku w Paryżu. W jej skład weszło ośmiu zawodników - pięciu mężczyzna i trzy kobiety, którzy wystąpili w czterech dyscyplinach. Był to dziesiąty występ tego kraju na letnich igrzyskach olimpijskich.

## Zdobyte medale
Reprezentanci Albanii zdobyli dwa medale, oba brązowe, pochodzących z Rosji zapaśników Czermiena Walijewa i Isłama Dudajewa. Były to pierwsze w historii medale olimpijskie dla Albanii i najlepszy wynik w dotychczasowej historii startów tego państwa na letnich igrzyskach olimpijskich.
| Data        | Medal | Zawodnik         | Dyscyplina | Konkurencja           |
| ----------- | ----- | ---------------- | ---------- | --------------------- |
| 10 sierpnia | Brąz  | Czermien Walijew | Zapasy     | -74 kg st. wolny (m)  |
| 11 sierpnia | Brąz  | Isłam Dudajew    | Zapasy     | -65 kg st. wolnym (m) |

## Reprezentanci

### Lekkoatletyka
| Zawodnik      | Konkurencja               | Eliminacje | Eliminacje | Repasaże | Repasaże | Półfinał | Półfinał | Finał | Finał   | Źródło |
| Zawodnik      | Konkurencja               | Wynik      | Miejsce    | Wynik    | Miejsce  | Wynik    | Miejsce  | Wynik | Miejsce | Źródło |
| ------------- | ------------------------- | ---------- | ---------- | -------- | -------- | -------- | -------- | ----- | ------- | ------ |
| Franko Burraj | 100 m (m)                 | 10,66      | 8.         | NQ       | NQ       | NQ       | NQ       | NQ    | NQ      | [ 1 ]  |
| Luiza Gega    | 3000 m z przeszkodami (k) | 9:27,41    | 9.         | —        | —        | —        | —        | NQ    | NQ      | [ 2 ]  |

### Strzelectwo
| Zawodnik       | Konkurencja                     | Kwalifikacje | Kwalifikacje | Finał | Finał   | Źródło |
| Zawodnik       | Konkurencja                     | Wynik        | Pozycja      | Wynik | Pozycja | Źródło |
| -------------- | ------------------------------- | ------------ | ------------ | ----- | ------- | ------ |
| Manjola Konini | Pistolet pneumatyczny 10 m (k), | 549          | 43.          | NQ    | NQ      | [ 3 ]  |
| Manjola Konini | Pistolet sportowy 25 m (k),     | 569-10x      | 37.          | NQ    | NQ      | [ 3 ]  |

### Pływanie
| Zawodnik      | Konkurencja            | Eliminacje | Eliminacje | Półfinał | Półfinał | Finał | Finał | Źródło |
| Zawodnik      | Konkurencja            | Czas       | Poz.       | Czas     | Poz.     | Czas  | Poz.  | Źródło |
| ------------- | ---------------------- | ---------- | ---------- | -------- | -------- | ----- | ----- | ------ |
| Grisi Koxhaku | 100 m st. dowolnym (m) | 52,32      | 62         | NQ       | NQ       | NQ    | NQ    | [ 4 ]  |
| Kaltra Meça   | 200 m st. dowolnym (k) | 2:12,21    | 27         | NQ       | NQ       | NQ    | NQ    | [ 5 ]  |

### Zapasy
| Zawodnik           | Konkurencja          | 1/8 finału       | Ćwierćfinał      | Półfinał         | Repesaż               | Finał             | Finał   | Źródło      |
| Zawodnik           | Konkurencja          | Przeciwnik Wynik | Przeciwnik Wynik | Przeciwnik Wynik | Przeciwnik Wynik      | Przeciwnik Wynik  | Pozycja | Źródło      |
| ------------------ | -------------------- | ---------------- | ---------------- | ---------------- | --------------------- | ----------------- | ------- | ----------- |
| Zelimchan Abakarow | -57 kg st. wolny (m) | Iuna Fafé W 7-6  | Sehrawat P 0-12  | NQ               | NQ                    | NQ                | 8.      | [ 6 ] [ 7 ] |
| Isłam Dudajew      | -65 kg st. wolny (m) | Akazawa W 10-0   | Amuzad P0-11     | NQ               | Retherford W w/o      | Musukajew W 13-12 | brąz    | [ 8 ] [ 7 ] |
| Czermien Walijew   | -74 kg st. wolny (m) | Bayramov W 4-3   | Żamałow P 6-5    | NQ               | Kadimagomiedow W 12-2 | Rassadin W' 6-2   | brąz    | [ 9 ] [ 7 ] |